# Fasanenhof (Stuttgart)
Der Fasanenhof ist ein südlich gelegener Stadtteil der Landeshauptstadt Stuttgart.
Am 1. Januar 2001 wurde der Stadtteil Fasanenhof in die Stadtteile Fasanenhof und Fasanenhof-Ost aufgeteilt.

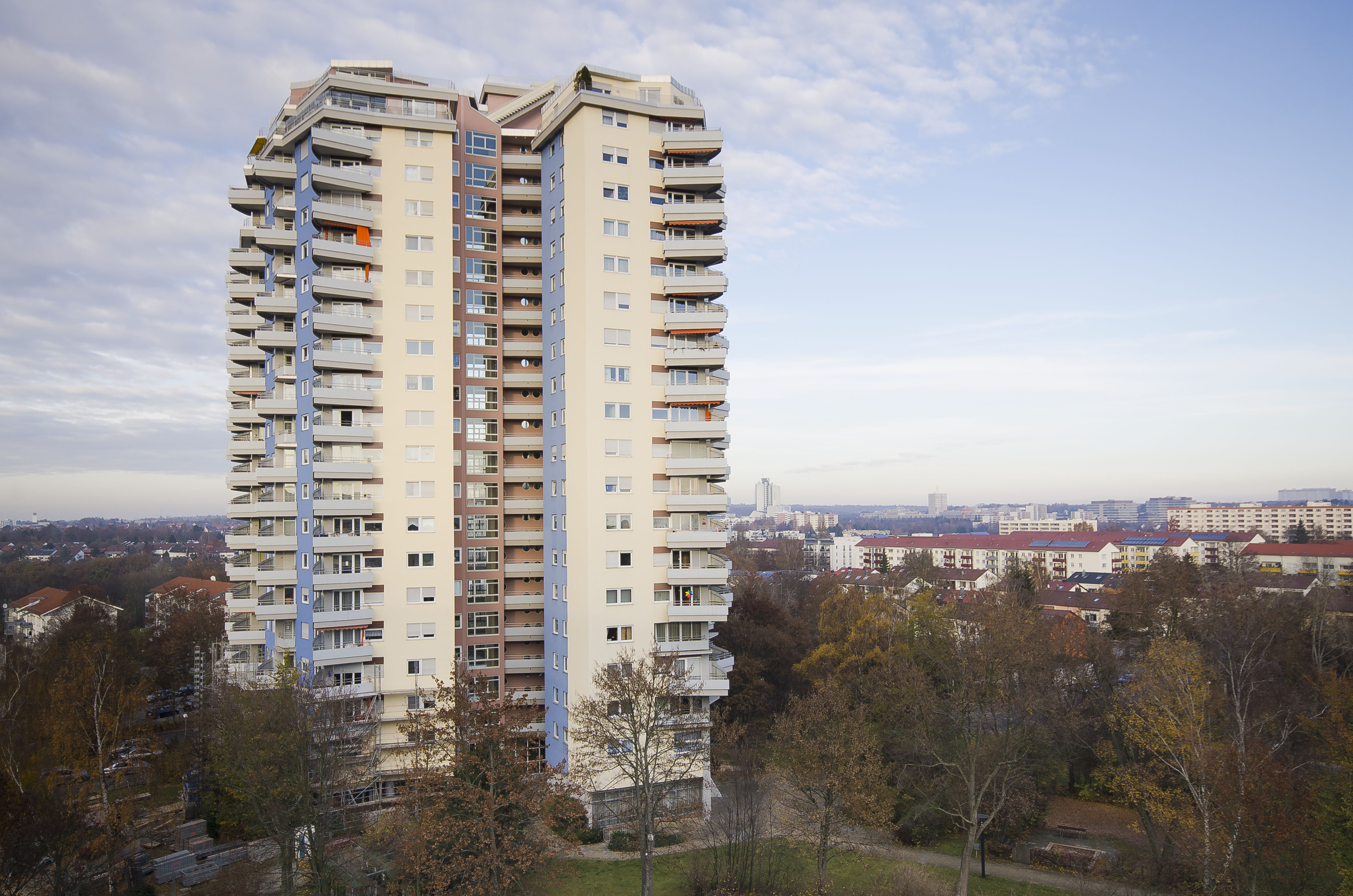
Hochhaus »Salute« im Fasanenhof

## Geschichte
Der Name „Fasanenhof“ rührt vom Herzog Eberhard Ludwig von Württemberg her, der an der Stelle der heutigen Siedlung 1730 eine Fasanerie erstellte. Ergänzt wurden die Bauten 1783, als Herzog Carl Eugen zusammen mit seiner Gemahlin Franziska von Hohenheim ein Lustschloss erbauen ließ. Aus dieser Zeit stammte auch der Name „Fasanenhof“.
Der Bruder des Herzogs, Friedrich Eugen, errichtete ein Tempelchen gewidmet der Göttin Flora. Daher der Garten, in dem der Tempel lag, wurde „Floride“ oder auch „La Floride“ bezeichnet. Einer der späteren Besitzer des Fasanenhofs war der junge Stuttgarter Jurist Ludwig Heigelin (1775–1804), der ihn 1799 kaufte und dort mit seiner Frau Karoline geb. Vischer (1779–1853) und dem Sohn Karl Marcell (1798–1833) wohnte. Seine Witwe verkaufte das Hofgut 1805. Nach ihm ist die Heigelinstraße im Fasanenhof-Ost benannt. Das bis dahin vor allem landwirtschaftlich genutzte Gebiet der heutigen Siedlung, das ursprünglich zu Echterdingen gehörte, wurde 1940 an die Stadt Stuttgart verkauft, am 1. April 1942 nach Stuttgart eingemeindet und gehört seitdem zum Stadtbezirk Möhringen.

## Die Fasanenhof-Siedlung
Schon 1940 wurde die Idee einer zu Stuttgart gehörenden Großsiedlung öffentlich gehandhabt. Tatsächlich konnten die ersten Wohnungen erst 1960 bezogen werden. Acht Jahre lang dauerte die Bauphase. Insgesamt wurde Wohnplatz für 10.000 Menschen geschaffen. 2011 lebten noch 6.416 Bewohner in der Wohnanlage. Die Siedlung enthält drei zwanzigstöckige Hochhäuser, drei achtstöckige Gebäude und dreistöckige Reihenhäuser. Das reine Wohngebiet wurde in späterer Zeit durch ein Gewerbegebiet östlich der Bundesstraße 27 erweitert (Stadtteil Fasanenhof-Ost).

## Einrichtungen
- Kinder- und Jugendhaus
- Grundschule
- fünf Kindergärten/-tagesstätten
- drei Kirchen/-Gemeindezentren
- Senioren-/Behindertenwohnanlagen
- Ergotherapie
- Sportgelände (1. SV Fasanenhof 1965 e. V.)

## Stadtbahn
Seit dem 11. Dezember 2010 fährt die Linie U6 der Stadtbahn Stuttgart zum Fasanenhof. Im Stadtteil gibt es seitdem vier Haltestellen, zwei im Wohngebiet (Fasanenhof (Bonhoefferkirche) und Europaplatz) sowie zwei im Gewerbegebiet (EnBW-City (Eichwiesenring) und Schelmenwasen). Seit Dezember 2021 führt die Stadtbahn von hier weiter zu Flughafen und Messe.